# Convenio anglo-ruso
El Convenio Anglo-Ruso se celebró el 31 de agosto de 1907 y se cerró con la firma del Tratado de San Petersburgo, que inició la Entente anglo-rusa.
El convenio duró varios días y tuvo lugar entre el Imperio ruso y el Reino Unido de Gran Bretaña e Irlanda.
La convención fue organizada para resolver los problemas en Persia, el Afganistán y el Tíbet. Fue parte del Gran Juego que había estado ocurriendo por varias décadas. La convención fue preámbulo de la Primera Guerra Mundial.
- Datos: Q2996241
- Multimedia: Anglo-Russian Convention / Q2996241